# Tomoyo Daidōji

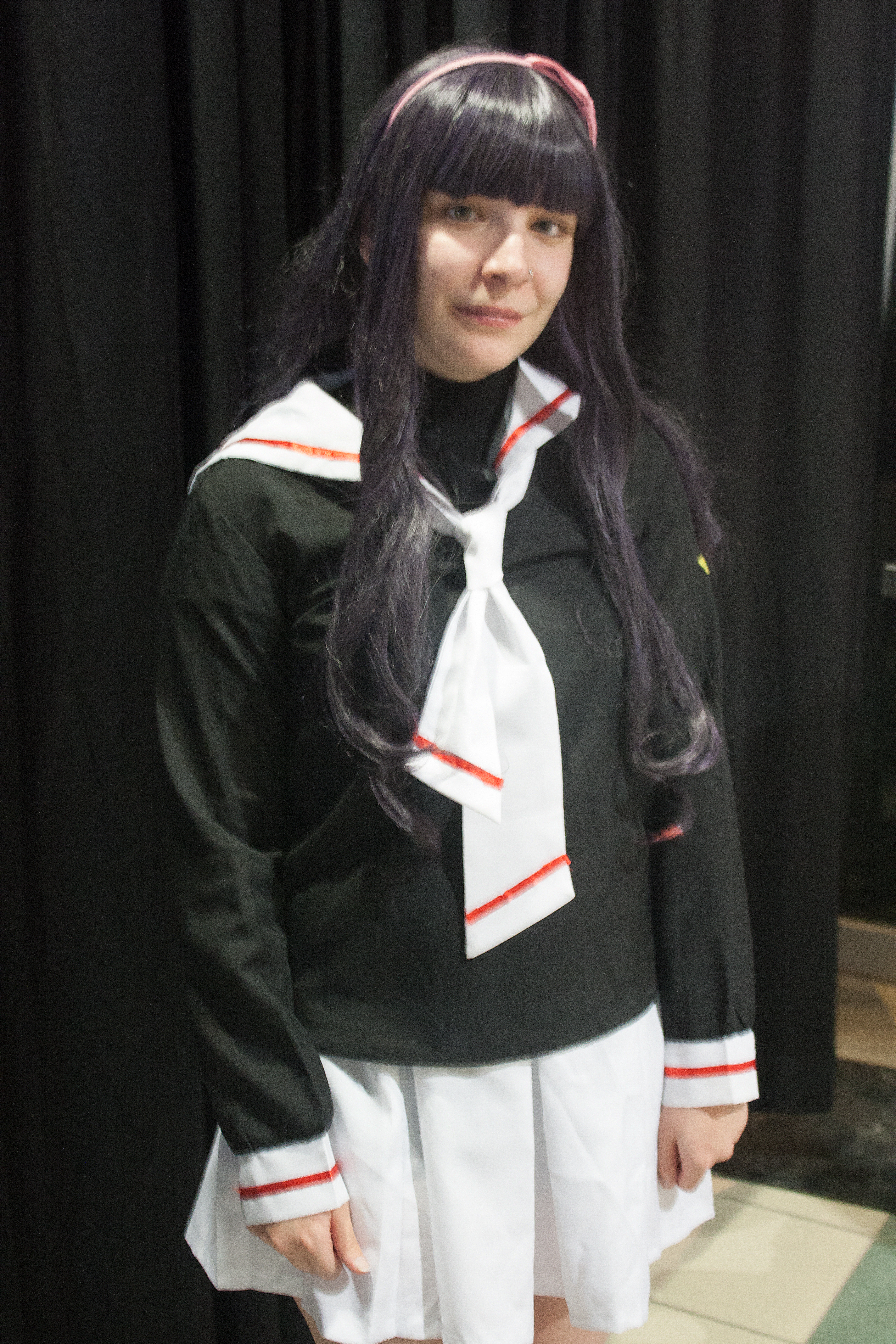
Cosplay de Tomoyo Daidōji

 (mai 2024).
Tomoyo Daidōji (大道寺 知世, Daidōji Tomoyo) est un personnage fictif de l'anime et du manga de Cardcaptor Sakura et de Tsubasa Chronicle, créé par CLAMP. Dans l'anime, elle est la meilleure amie de Sakura Kinomoto, l'héroïne de l'histoire. Elle enregistre la capture des Cartes de Clow (maintenant elle enregistre la transformation des Cartes de Clow en Cartes de Sakura), contre le gré de Sakura. Elle est aussi connue sous le nom de Madison Taylor dans l'adaptation anglaise Cardcaptors et de Tiffany dans la version française. Elle est la fille de Sonomi Daidōji et est donc en quelque sorte la « cousine » de Sakura, vu que leurs mères étaient cousines, elles sont donc cousines au second degré mais aucune des deux n'a connaissance de leur lien de parenté. C'est elle qui crée les costumes que porte Sakura lors de ses affrontements contre les cartes.

## Son nom
Le nom de Tomoyo peut être interprété d'une meilleure façon : sagesse mondaine.  Cela est approprié pour son rôle, puisque Tomoyo est très intelligente et qu'elle a une bonne vision pour les sentiments des autres. Son surnom, Daidōji (大道寺), pourrait signifier temple de grands principes moraux. Une autre façon de le traduire serait rue principale du temple

## Caractéristiques
- Née le : 3 septembre
- Groupe sanguin : A
- Apparence : cheveux; noirs et longs, yeux; violines
- Matières préférées : musique, grammaire
- Matière détestée : aucune
- Activité : chorale, filmer Sakura
- Couleur préférée : beige et blanc
- Fleurs favorites : lotus, fleur de cerisier
- Plats préférés : soupe de pâtes, sushi
- Plat détesté : poivron
- Spécialité culinaire : cuisine italienne
- Aimerait bien… : un nouveau caméscope